# Ronco (Pennsylvanie)
Ronco est une census-designated place située dans le comté de Fayette, dans l’État de Pennsylvanie, aux États-Unis. Lors du recensement de 2020, elle compte 209 habitants.